# آسیه جوادی
آسیه جوادی معروف به ناستین مجابی متولد هجدهم تیرماه ۱۳۲۵ در شهر قزوین، محقق و نویسنده ایرانی است. او چهار خواهر و دو برادر دارد. وی محقق، داستان‌نویس و پژوهشگر هنری و ادبی است. از او آثار متعددی به چاپ رسیده است.

## توضیح
بیش از پنجاه و سه سال از زندگی مشترک او و جواد مجابی می‌گذرد. از همان اوایل، خانه آنها محل رفت و آمد دوستان ادیب و شاعر بود. چهره‌های سرشناسی که به خانه آنها می‌رفتند یا آنها به خانه شان می‌آمدند بعدها دوستان نزدیک شان شدند.
زندگی تقریباً در تمام روز برایشان با شعر آغاز می‌شد و با پرداختن به سایر هنرها پایان می‌یافت. لذت زندگی آن لحظاتی بود که صرف هنر می‌شد و از زندگی روزمره کم‌تر لذت می‌بردند. شب‌هایشان با شعر شعرایی چون شاملو، اخوان، براهنی، سپانلو، آتشی، حقوقی، سیمین بهبهانی و … همچنین شعرای جوانی که اغلب روزها و شب‌ها برای خواندن شعر به خانه شان می‌آمدند؛ پر می‌شد. ناستین با همت والا و پشتکار فراوان در حمایت از خانواده سهم والایی داشته است. محمود دولت‌آبادی در هفتاد و هشتمین سالروز تولد جواد مجابی دربارهٔ ناستین می‌گوید: «بی‌شک وجود این یار و همراه نازنین در کنار استاد مجابی تأثیر بسیاری در موفقیت وی در عرصه‌های فعالیتش داشته است. برای این دوست و یار دیرینه و همسر وی آرزوی سال‌ها زندگی همراه با سلامتی و شادکامی دارم.»

## زندگی
آسیه جوادی (ناستین مجابی) دوره دبستان را در «مدرسه سعدی» گذرانده و سپس با تغییر خانه به «مدرسه هفده دی» رفت. در «دبیرستان ثریا» سه سال اول دبیرستان را گذراند و چون رشته طبیعی را انتخاب کرد به دبیرستان «شاهدخت» رفت. در نهم مهرماه ۱۳۴۳ با جواد مجابی ازدواج کرد. اولین فرزندش پوپک در ششم آذرماه ۱۳۴۵ به دنیا آمد. سال ۱۳۴۸ وارد دانشگاه تهران در رشته کارگردانی تئاتر شد. هم‌دوره عزت‌الله انتظامی، ولی شیراندامی، مرضیه برومند، سوسن تسلیمی، سوسن فرخ‌نیا، پرویز پورحسینی، هرمز هدایت، رضا بابک و عده دیگری از هنرپیشگان کنونی سینما و تئاتر بود. تز پایان تحصیلی‌اش را در موردپرده داری در ایران در شهریور ۱۳۵۴ ارائه داد.
بعد از اتمام لیسانس در ۲۹ بهمن ماه سال ۱۳۵۲ فرزند دومش حسین را به دنیا آورد.

## فعالیت‌های فرهنگی
- شب‌های هنر و ادبیات ایران در گوتنبرگ[۲]
- مجری شب شعر در گالری ژازه طباطبایی[۴][۵]
- گفتگو با رسانه الشرق الاوسط[۶]
- سخنرانی در مراسم «روز ملی قزوین» در «خانه وارطان»[۷]

### پژوهش‌ها
- شناختنامه جواد مجابی
- «راویان قرن اضطراب»[۸]
- «الفبای آثار ساعدی»[۹]
- «رک و پوست کنده»[۱۰][۱۱][۱۲]
- «رک و راست بگم؟ (احوال ما زنان)»[۱۳]
- «کارد زدن به گوجه‌فرنگی» (سفره تکانی یا مادران‌مان در خانه چه می‌کردند)[۱۳]
- «تمشک‌های نارس»[۱۳]
- «معماری ایران: ۸۴ مقاله به قلم ۳۳ پژوهشگر ایرانی»[۱۳]
- «تکه قبل از تکه شدن؛ الفبای آثار ساعدی» ۱۳۹۳[۱۴]
- «در اقلیم حضور با جواد مجابی» 1397[۱۵]

### داستان کوتاه
- «از تیر به مهر»[۱۶]